# باريس (مصر)
باريس، هي مدينة صغيرة تقع على بعد 90 كيلومترا من واحة الخارجة عاصمة محافظة الوادي الجديد جنوبي غرب مصر.
من أشهر آثارها معبد إيزيس بدوش ويعرف أحيانا بمعبد دوش الذي بُني في العصر الروماني ويوجد بجواره قلعة تركية قديمة مبنية من الطوب اللبن وكنيسة قبطية قديمة.
تعتمد المنطقة على السياحة الأثرية إضافة إلى السياحة العلاجية حيث توجد بها مجموعة من العيون الكبريتية والمعدنية التي تشتهر بتميزها من حيث المركبات الكيميائية وعلاجها لبعض الأمراض مثل الروماتيزم والحساسية والتي يتوافد عليها السياح خصوصا من أوروبا إضافة إلى الزراعة.

## وصلات خارجية
- البوابة الإلكترونية لمحافظة الوادي الجديد (الموقع الرئيسي لمحافظة الوادي الجديد)